# Carlos Rodolfo Rojas Rojas
Carlos Rodolfo Rojas Rojas (2 d'octubre de 1928) és un exfutbolista xilè.

## Selecció de Xile
Va formar part de l'equip xilè a la Copa del Món de 1950. Fou jugador de la Unión Española.